# La Chavanne
Pour les articles homonymes, voir Chavannes.
La Chavanne est une commune française située dans le département de la Savoie, en région Auvergne-Rhône-Alpes.
Commune rurale de la combe de Savoie située en rive gauche de l'Isère, elle fait partie du massif des Alpes.

## Géographie

### Situation

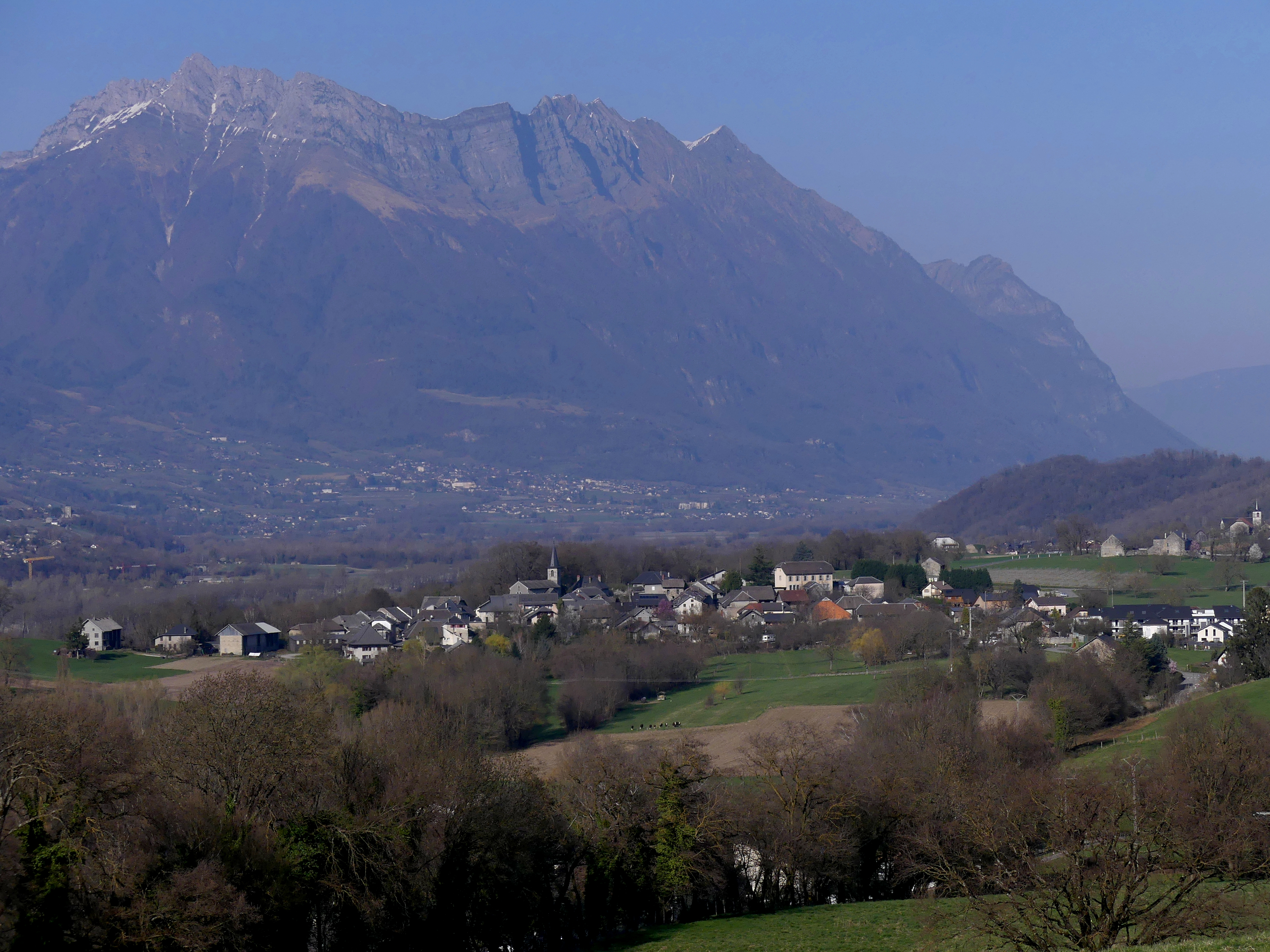
La Chavanne et la dent d'Arclusaz.

La commune de La Chavanne est située entre Chambéry et Albertville dans le département de la Savoie.
Commune de la combe de Savoie en rive gauche de l'Isère, La Chavanne se situe à environ 2 km du massif des Bauges et sur les premiers contreforts de la chaîne de Belledonne.
Sa superficie est de 3,6 km2 et son altitude varie de 257 mètres au niveau de l'Isère au nord, à 365 m sur la colline de Peguet au sud-ouest.

### Communes limitrophes
La Chavanne compte quatre communes limitrophes, dont l’une située sur un quadripoint.
Il s'agit de Montmélian au nord/nord-ouest dont la limite est matérialisée par l'Isère, d'Arbin au nord, sur un quadripoint avec Planaise située au nord-est, et enfin Sainte-Hélène-du-Lac d'est en ouest et tout le long de la limite sud.
| Montmélian           | Montmélian / Arbin (quadripoint) | Planaise             |
| Montmélian           | La Chavanne                      | Sainte-Hélène-du-Lac |
| Sainte-Hélène-du-Lac | Sainte-Hélène-du-Lac             | Sainte-Hélène-du-Lac |

### Hydrographie
La commune de La Chavanne est longée sur toute sa limite nord par l'Isère, qu'elle sépare de Montmélian. Le cours du ruisseau de la Crouza se termine dans l'Isère sur la limite de La Chavanne et ne traverse donc pas le territoire communal. Aucun autre cours d'eau d'importance n'a son lit sur le territoire de la commune, le Coisetan alimentant le lac de Sainte-Hélène étant pour sa part situé plus au sud.
La commune compte toutefois un marais, le marais de la Peysse, d'une superficie d'une dizaine d'hectares. Ce marais est pour partie inclus dans la Zone naturelle d'intérêt écologique, faunistique et floristique (ZNIEFF) de type 1 dénommée « Marais près de la Peysse », de 25,6 ha et également inventorié parmi les zones humides par le Conservatoire d'espaces naturels de Savoie.
Trois autres zones humides sont également inventoriées à La Chavanne, à savoir le « Cours de l'Isère, de la confluence avec l'Arc jusqu'à la limite avec le département de l'Isère » pour sa partie chavannaise (14,57 ha), le « Marais sous Côte Bollard » (1,87 ha) et « Portier » (0,37 ha).

### Voies de communication et transports

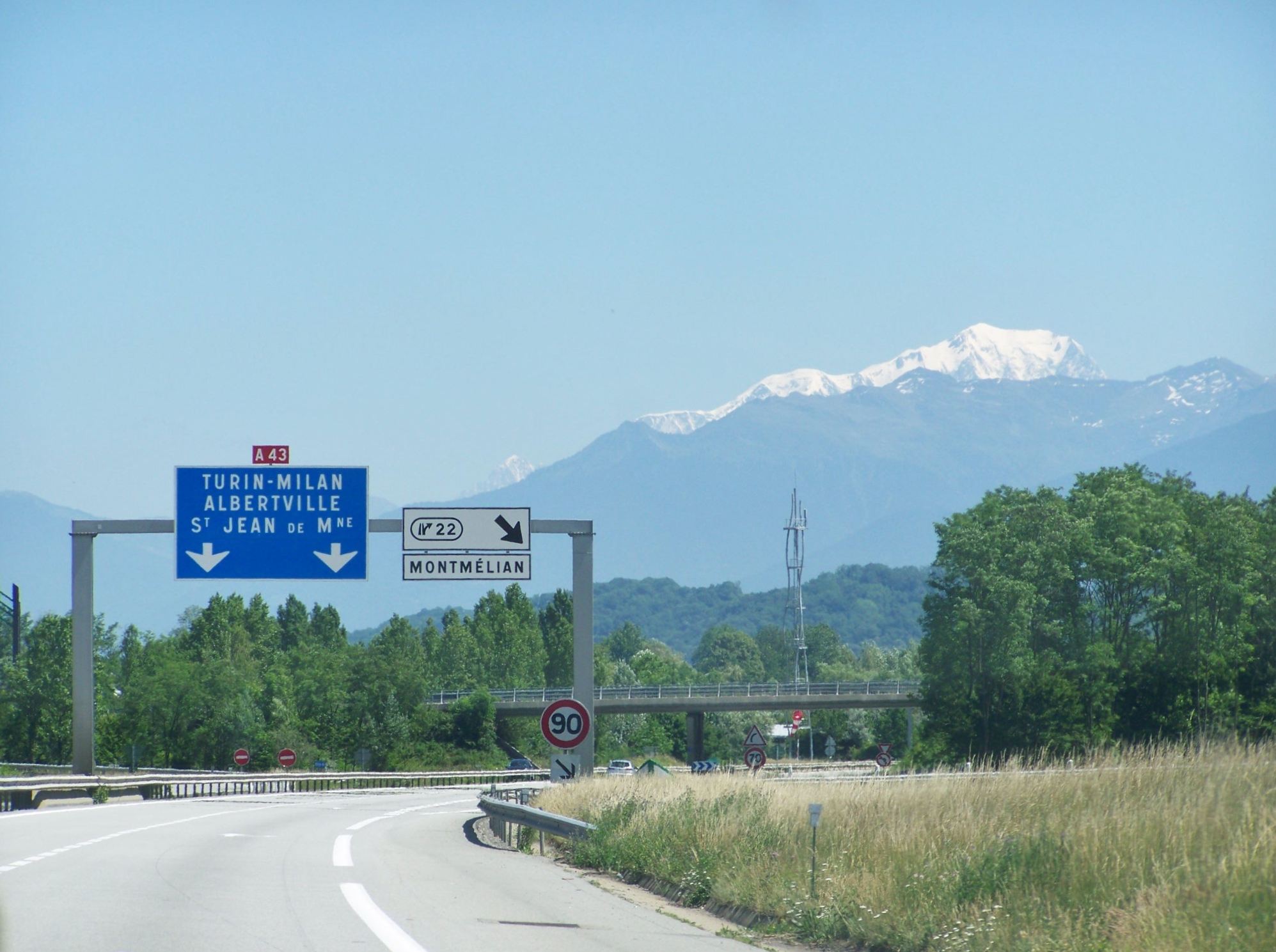
Sortie n°22 « Montmélian » de l'A43 avec le Mont Blanc visible, à La Chavanne.

Le territoire de La Chavanne est traversé d'ouest en est par l'autoroute A43 arrivant de Lyon, Chambéry et Grenoble (par l'A41) et se dirigeant vers les vallées alpines et l'Italie. La bretelle d'accès n°22 « Montmélian » se situe également sur le territoire de la commune. Cette bretelle permet la jonction avec la route départementale 204 conduisant à Montmélian au nord et au chef-lieu de La Chavanne, à moins d'1 kilomètre, au sud.
En matière ferroviaire, la commune n'est traversée par aucune ligne de chemin de fer. Les lignes les plus proches sont la ligne de Culoz à Modane (frontière) passant au nord à Montmélian en rive droite de l'Isère et la ligne de Grenoble à Montmélian passant à l'ouest à Sainte-Hélène-du-Lac. La jonction de ces deux lignes s'effectue au niveau de la gare de Montmélian, située à environ 3 km du chef-lieu de La Chavanne. Cette gare est desservie par des TER en direction de Chambéry, Lyon, Grenoble, Annecy, Genève et vers les vallées de la Maurienne et de la Tarentaise.
Enfin, l'aéroport le plus proche est l'aéroport de Chambéry-Savoie situé au sud du lac du Bourget à moins de 30 km, actif principalement durant la saison hivernale. Les aéroports internationaux les plus proches sont l'aéroport de Lyon-Saint-Exupéry et l'aéroport international de Genève, situés tous deux à une centaine de kilomètres de La Chavanne.

### Risques naturels
La commune a été victime d'une tempête en novembre[Quand ?] et d'un glissement de terrain en juillet 1993.
Des inondations régulières surviennent dans la plaine proche de l'Isère, au niveau des lieux-dits La Peyrouse et La Bassée. Une des plus importantes crues survient le 1er novembre 1859 : le niveau de l'Isère alors s'élève de 4,30 mètres par rapport à son niveau d'étiage. Les inondations du 1er mai 2015 ont pour leur part donné lieu à un Arrêté de reconnaissance de l'état de catastrophe naturelle. Ce secteur est déclaré inconstructible par le Plan de prévention du risque inondation (PPRI) de la Combe de Savoie.

### Climat
Pour des articles plus généraux, voir Climat d'Auvergne-Rhône-Alpes et Climat de la Savoie.
En 2010, le climat de la commune est de type climat des marges montargnardes, selon une étude du Centre national de la recherche scientifique s'appuyant sur une série de données couvrant la période 1971-2000. En 2020, Météo-France publie une typologie des climats de la France métropolitaine dans laquelle la commune est exposée à un climat de montagne ou de marges de montagne et est dans la région climatique Alpes du nord, caractérisée par une pluviométrie annuelle de 1 200 à 1 500 mm, irrégulièrement répartie en été.
Pour la période 1971-2000, la température annuelle moyenne est de 11,1 °C, avec une amplitude thermique annuelle de 18,7 °C. Le cumul annuel moyen de précipitations est de 1 155 mm, avec 8,7 jours de précipitations en janvier et 8,2 jours en juillet. Pour la période 1991-2020, la température moyenne annuelle observée sur la station météorologique de Météo-France la plus proche, « Montmelian », dans la commune de Montmélian à 2 km à vol d'oiseau, est de 12,4 °C et le cumul annuel moyen de précipitations est de 987,3 mm,. Pour l'avenir, les paramètres climatiques de la commune estimés pour 2050 selon différents scénarios d'émission de gaz à effet de serre sont consultables sur un site dédié publié par Météo-France en novembre 2022.

## Urbanisme

### Typologie
Au 1er janvier 2024, La Chavanne est catégorisée petite ville, selon la nouvelle grille communale de densité à sept niveaux définie par l'Insee en 2022.
Elle est située hors unité urbaine. Par ailleurs la commune fait partie de l'aire d'attraction de Chambéry, dont elle est une commune de la couronne,. Cette aire, qui regroupe 115 communes, est catégorisée dans les aires de 200 000 à moins de 700 000 habitants,.

## Toponymie
Le toponyme Chavanne vient du latin cabana désignant une « cabane, une chaumière avec les propriétés qui l'entourent » selon l'abbé Gros ou encore « une hutte bâtie pour le gardien des vignes (...), cabane rustique »,.
Ecclesia Cabanne est citée, d'après Besson, en 1127, puis Curatus de Chambanne alias Chavanne au XVIe siècle, enfin lors de la visite pastorale de l'évêque de 1571, l'église paroissiale est désignée par Parrochialis ecclesia Sancti Eusebii Cabane,,.
En francoprovençal, le nom de la commune s'écrit La Shavana, selon la graphie de Conflans.

## Histoire

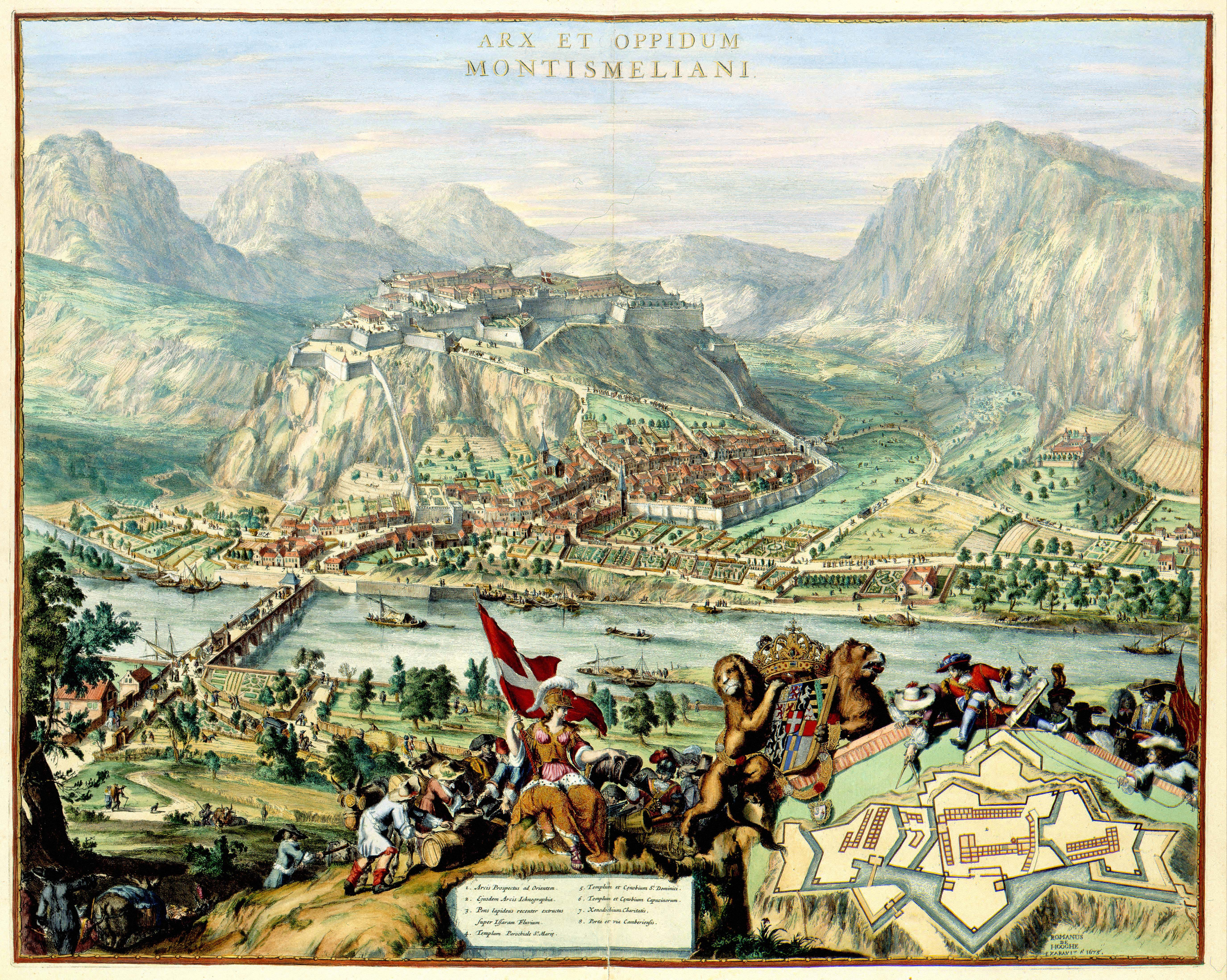
Gravure de Montmélian et sa citadelle vus de La Chavanne en 1675.

Parmi les premières mentions de la paroisse de La Chavanne figurent celles d'une charte de 1127 avec « Ecclesia Cabanna ». En 1263, la paroisse compte 12 feux, soit environ 60 habitants.

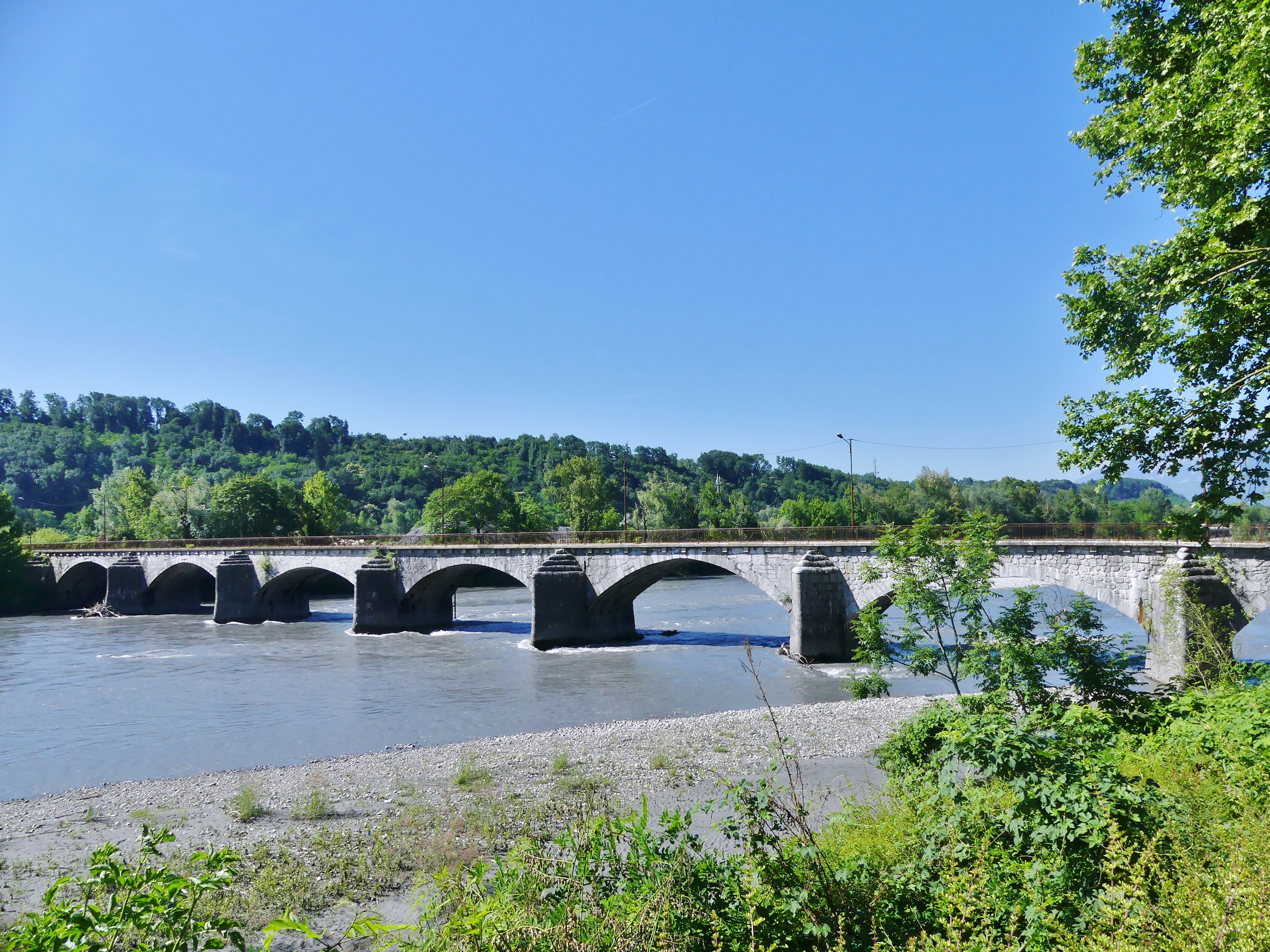
Le pont Morens sur l'Isère relie La Chavanne (rive opposée) à Montmélian.

Succédant au bac à traille qui existait entre La Chavanne et Arbin, un premier pont sur l'Isère est bâti au milieu du XIIIe siècle. Il s'agit d'un pont en charpente appelé « Morens », signifiant « stable ». Ce pont doit être reconstruit très souvent en attendant le pont Morens en pierre de l'architecte Cuénot au XVIIe siècle. Il est bâti sur la portion la moins large de la rivière, en aval des multiples bras et îles qu'elle présentait avant son endiguement. La Chavanne est alors la première localité traversée sur la route vers l'Italie à la sortie de Montmélian.
Située en vis-à-vis direct de Montmélian (la limite entre les deux communes étant matérialisée par le cours de l'Isère), la commune de La Chavanne a connu, tout au long de la période médiévale, une histoire très liée à celle de cette prestigieuse citadelle militaire. À chaque invasion militaire de la Savoie, La Chavanne devenait le lieu d'installation des batteries et le siège de troupes d'où partaient les attaques contre la forteresse. Plusieurs lieux-dits de la commune rappellent le rôle militaire que la commune joua dans ces combats récurrents (la Batterie, la Route du Camp...). Parmi les principales invasions :
- celle de François Ier en 1553 ;
- celle de Lesdiguières, sous le règne d'Henri IV, durant le siège de 1600 ;
- celle menée par Louis XIII et Richelieu en mai 1630 ;
- celles enfin de Louis XIV en 1690-1691 puis en 1703, dernier siège du royaume de France.

De tous temps, La Chavanne a été, sur l'axe de circulation entre la vallée du Grésivaudan et la combe de Savoie, un important lieu de franchissement de l'Isère, comme en témoigne encore le pont Morens, construit au XVIIe siècle et inscrit au titre des monuments historiques depuis 1985.
En septembre 1792, trois années après la Révolution française, les troupes françaises arrivent en Savoie par le Grésivaudan et se séparent alors en deux corps : l'une se dirigeant vers Chambéry avec le général de Montesquiou et l'autre prenant la direction de Montmélian et de la combe de Savoie avec le capitaine La Tour d'Auvergne-Corret. Le Conseil de La Chavanne se réunit le 12 octobre dans l'église afin de désigner son député représentant à l'Assemblée des Allobroges qui se tient en la cathédrale de Chambéry à partir du 21 octobre. Cette Assemblée décide la réunion de la Savoie à la France en novembre et La Chavanne devient alors une commune de la 1re République française.
Vingt-deux ans plus tard, alors que se termine le Premier Empire et que les troupes autrichiennes entrent en Savoie, le traité de Paris (1814) rétablit une partie du territoire de la Savoie au royaume de Piémont-Sardaigne, dont La Chavanne fait partie. L'année suivante, un nouveau traité de Paris (1815) rend la totalité du territoire au royaume sarde, soit les frontières existant avant le rattachement de 1792.
C'est sous le royaume sarde qu'ont lieu les travaux d'endiguement de l'Isère de 1829 à 1854. À La Chavanne, les travaux se déroulent de 1840 à 1844 avec les digues longeant les zones de La Pérouse de La Bassée. Bien que l'endiguement n'empêche pas des crues de survenir, celui-ci modifie sensiblement les activités humaines dans le secteur. Ainsi, la route Royale vers l'Italie cesse de traverser La Chavanne à partir de 1854 au profit de la rive droite de l'Isère.

### Culture du tabac et sériciculture
À la suite de l'annexion de la Savoie à la France, La Chavanne obtient en 1864 l’autorisation de cultiver du tabac sur son territoire (cette culture étant auparavant interdite par le gouvernement du royaume de Piémont-Sardaigne). Le développement de cette nouvelle culture est important, si bien qu'en 1876, un nouveau local de réception des feuilles de tabac est construit, suivi d'un nouveau magasin des tabacs à Montmélian en 1886. En 1888, la commune de La Chavanne compte 38 planteurs de tabac et leur production est de près de 2 millions de feuilles livrées. Outre La Chavanne, l'ensemble du canton de Montmélian devient en 1913 le premier producteur de tabacs de Savoie. L'activité se poursuit jusque dans les années 1990, décennie durant laquelle le dernier producteur de tabac de La Chavanne met fin à son activité.
La sériciculture, ou culture du ver à soie, s'implante dans la combe de Savoie à la fin du XVIe siècle avec l'utilisation de mûriers, mais la production décline durant la restauration sarde (1815-1860) en raison des droits de douane rédhibitoires pratiqués sur la vente des cocons. De nouveau après l'annexion de la Savoie, l'introduction de nouvelles graines du Japon, saines de maladies, relance l'activité dans la seconde moitié du XIXe siècle. En 1900, La Chavanne compte 23 éducateurs de vers à soie. La sériciculture prend fin dans la combe de Savoie et en France à partir des années 1930.

## Politique et administration
La commune est membre de la Communauté de communes Cœur de Savoie. Elle appartient au Territoire du Cœur de Savoie, qui regroupe une quarantaine de communes de la Combe de Savoie et du Val Gelon.

## Démographie
Les habitants de la commune s'appellent les Chavannots.
L'évolution du nombre d'habitants est connue à travers les recensements de la population effectués dans la commune depuis 1793. Pour les communes de moins de 10 000 habitants, une enquête de recensement portant sur toute la population est réalisée tous les cinq ans, les populations de référence des années intermédiaires étant quant à elles estimées par interpolation ou extrapolation. Pour la commune, le premier recensement exhaustif entrant dans le cadre du nouveau dispositif a été réalisé en 2006.

En 2022, la commune comptait 725 habitants, en évolution de +16 % par rapport à 2016 (Savoie : +3,63 %, France hors Mayotte : +2,11 %).
| 1793 | 1800 | 1806 | 1822 | 1838 | 1848 | 1858 | 1861 | 1866 |
| ---- | ---- | ---- | ---- | ---- | ---- | ---- | ---- | ---- |
| 270  | 321  | 376  | 374  | 430  | 480  | 428  | 441  | 424  |

| 1872 | 1876 | 1881 | 1886 | 1891 | 1896 | 1901 | 1906 | 1911 |
| ---- | ---- | ---- | ---- | ---- | ---- | ---- | ---- | ---- |
| 404  | 406  | 367  | 380  | 349  | 347  | 309  | 313  | 300  |

| 1921 | 1926 | 1931 | 1936 | 1946 | 1954 | 1962 | 1968 | 1975 |
| ---- | ---- | ---- | ---- | ---- | ---- | ---- | ---- | ---- |
| 275  | 238  | 246  | 244  | 212  | 185  | 176  | 193  | 208  |

| 1982 | 1990 | 1999 | 2006 | 2011 | 2016 | 2021 | 2022 | - |
| ---- | ---- | ---- | ---- | ---- | ---- | ---- | ---- | - |
| 269  | 332  | 393  | 564  | 624  | 625  | 733  | 725  | - |

## Économie

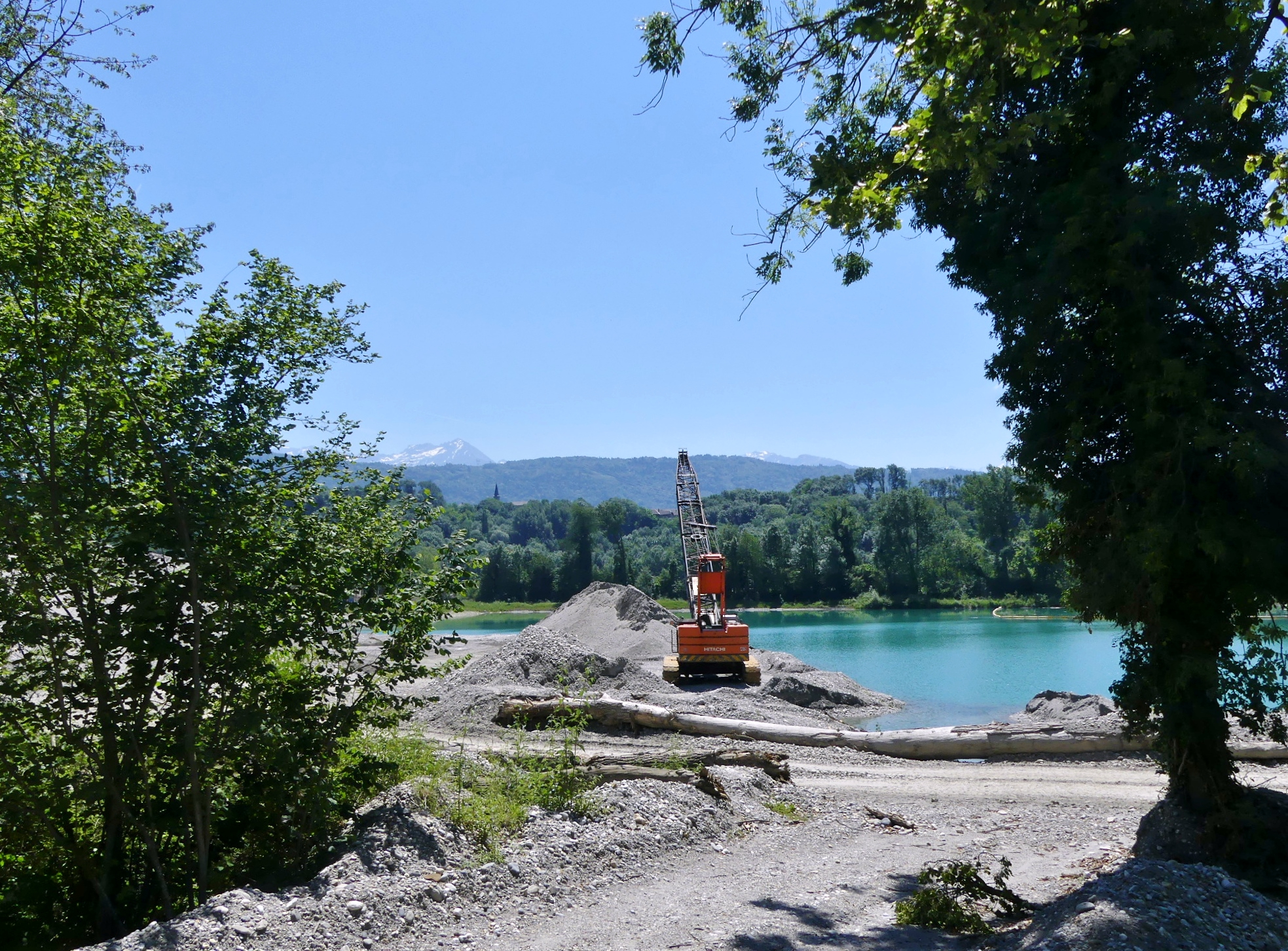
Carrière de La Chavanne près de l'Isère.

Autrefois, La Chavanne était connue pour sa culture du tabac et du chanvre et pour la sériciculture. Aujourd'hui, les principales activités agricoles de la commune sont la culture des céréales et l'élevage bovin. Il existe une ferme de transformation de produits laitiers au lieu-dit Verrens, et une activité d'apiculture et d'élevage d'escargots à La Bassée.
La commune est également le siège d'une zone artisanale qui comporte plusieurs entreprises de gros œuvre. À ce titre, trois zones d'activité économique (ZAE) sont présentes dans la commune : La Bassée, La Peyrouse et une extension de la Peyrouse, toutes situées sur la plaine le long de la rive de l'Isère. Ces deux zones d'activités sont par ailleurs séparées par une zone d'activité gravière, comprenant une carrière exploitée par la société Vicat qui y extrait et produit notamment des granulats pour les industries du bâtiment et de génie-civil.
La Chavanne est malgré-tout une commune essentiellement agricole avec 123 hectares de surface agricole utile (SAU) en 2016, soit 40 % des 306 ha de superficie de la commune. Cette surface agricole utile comprend en majorité des prairies permanentes (60 %) et des parcelles destinée à la culture du maïs (18 %).
Le commune fait partie de l'aire géographique de production et transformation du « Bois de Chartreuse », la première AOC de la filière Bois en France,.

### Appellations et protections
La commune est incluse dans le territoire de l'Appellation d'origine protégée (AOP) « Noix de Grenoble ».
La Chavanne est en outre incluse dans le périmètre de plusieurs Indications géographiques protégées (IGP) :
- Emmental de Savoie ;
- Emmental français est-central ;
- Gruyère ;
- Pommes et poires de Savoie ;
- Tomme de Savoie.

À ces IGP s'ajoutent deux IGP vinicoles, à savoir :
- le Comtés-rhodaniens ;
- le Vin des Allobroges.

## Culture locale et patrimoine

### Lieux et monuments

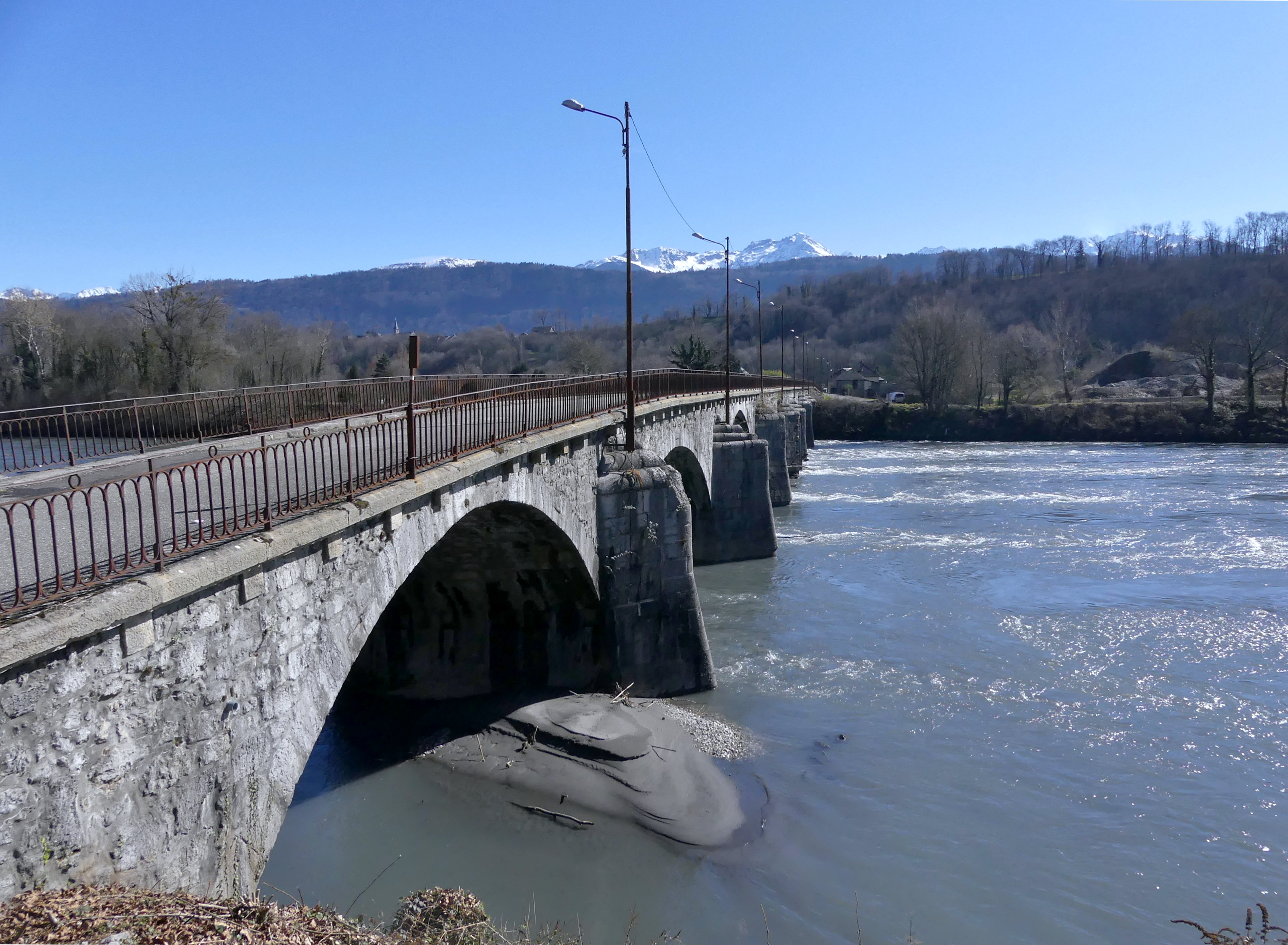
Le pont Morens sur l'Isère en direction de La Chavanne.

- La Roche, centre de la seigneurie de La Chavanne, érigée en comté en 1789 ;
- Pont Morens,  Inscrit MH (1985), construit du XVIIe au XIXe siècle, sur l'Isère, entre Montmélian et La Chavanne ;
- Fontaine de Saint-Méen, que fit jaillir Saint-Méen à son passage à La Chavanne au VIe siècle au retour de son voyage à Rome[47] ;
- Église paroissiale Saint-Michel, mentionnée lors d'une visite pastorale de 1571[48] et agrandie en 1874 et 1875 du fait de l'accroissement de la population[49].

### Personnalités liées à la commune
- Michel-Frédéric Pillet-Will, originaire de Montmélian, et son fils Alexis Pillet-Will, tous deux bienfaiteurs de La Chavanne et sa paroisse